# Safford Cape
Safford Cape (Denver, Colorado 28 juni 1906 - Ukkel 26 maart 1973) was een Amerikaans-Belgisch dirigent, componist en muziekpedagoog, promotor van de "authentieke uitvoeringspraktijk".

## Levensloop
Cape was getrouwd met Marianne Van den Borren (1909-1984), dochter van de musicoloog Charles Van den Borren (Brussel, 1874-1966) en van Madeleine Rolin (1879-1966). Hun dochter is de kunstschilder Ann Cape. Marianne was de nicht en goede vriendin van de Belgisch-Franse romanschrijfster Dominique Rolin (1913-2012).
Vanden Borren was een voorloper voor wat betreft de authentieke uitvoering van oude muziek. Hij was hoogleraar musicologie aan de universiteiten van Brussel en Luik en ook bibliothecaris van het Koninklijk Conservatorium van Brussel. De samenwerking tussen de meer theoretisch beslagen Van den Borren en de op de uitvoeringen gerichte Cape werkte uitstekend. Schoonvader en schoonzoon deelden immers dezelfde ideeën over de uitvoering van oude muziek.

## Pro Musica Antiqua
Cape was 18 toen hij in 1925 in Brussel neerstreek en er muziekstudies ondernam. In 1933 stichtte hij de Société Pro Musica Antiqua, een vocaal ensemble aangevuld met enkele instrumenten, voor de uitvoering van oude muziek, middeleeuwen en renaissance. Hij was hiermee een van de pioniers van deze beweging. 
Als voorbeeld kan de samenstelling geciteerd worden waarmee Cape een uitvoering van middeleeuwse liederen van Guillaume Dufay deed: het vocaal ensemble Pro Musica Antiqua, aangevuld met de solisten Maria Ceuppens, soprano - Jeanne Deroubaix, contralto - Louis Devos, tenor - Franz Mertens, tenor - Albert van Ackere, bariton - Charles Koenig, klavecimbel - Rachel van Hecke, altviool - Jean-Christophe van Ecke, tenorviool - Alphonse Bauwens, tenorviool - Suzanne Bouquette, harp - Michel Podolski, luit. Het geheel stond dan onder leiding van Safford Cape.
Zijn ensemble trad vaak op in Brussel en op tournee en deed veel platenopnamen. In 1957 stichtte hij in Brugge een European Seminar on Early Music waarnaar hij jonge musici aantrok. Hij kon hiervoor tijdens de verlofperiode gebruikmaken van het studentenhotel van het Europacollege in de Sint-Jakobsstraat. Deze activiteit werd na 1965, in zekere zin, verder gezet door de Brugse afdeling van het Festival van Vlaanderen, onder de naam Musica Antiqua festival.

## Discografie
- Pierre-F. ROBERGE, Een uitgebreide discografie van Safford Cape. http://www.medieval.org/emfaq/performers/cape.html
- Rondeaux du 15e siècle van Arnold de Lantins, Gilles Binchois, Grossin de Paris, door Pro Musica Antiqua, o. l. v. Safford Cape, 1936
- Messe Se la Face ay Pale van Guillaume Dufay, door Société Pro Musica Antiqua de Bruxelles, Safford Cape, dir.
- La Messe De Nostre Dame, 10 Weltliche Werke van Guillaume de Machaut, door Pro Musica Antiqua o. l. v. Safford Cape (Deutsche Grammophon Gesellschaft)
- Music at the Burgundian Court, door Pro Musica Antiqua, Safford Cape (dir.) -

## Publicaties
- (samen met Charles Van den Borren), Autour du "Tactus", in: Belgisch Tijdschrift voor Muziekwetenschap, 1954, blz. 41-